# Tamti
Tamti (nep. ताम्ती) – gaun wikas samiti w zachodniej części Nepalu w strefie Karnali w dystrykcie Jumla. Według nepalskiego spisu powszechnego z 2001 roku liczył on 546 gospodarstw domowych i 3275 mieszkańców (1543 kobiet i 1732 mężczyzn).